# بازمانده‌های ژنتیکی

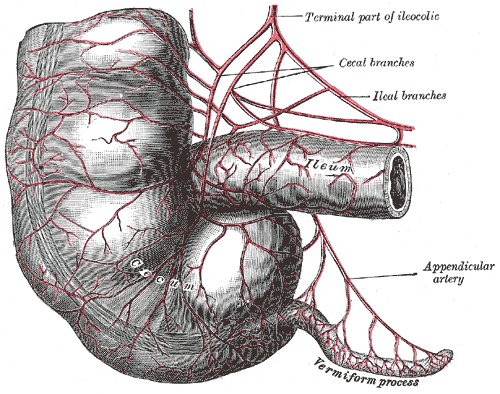
آپاندیس انسان یک ساختار کرم مانند ذره‌ای است که دیگر کارکرد اصلی خود را ندارد.

بازمانده‌های ژنتیکی یا تحلیل‌رفته‌ها (به انگلیسی: Vestigial)، اندام‌ها یا رفتارهایی هستند که در نیای مشترک دو یا چند گونه وجود داشت، اما در بعضی از گونه‌ها نقش کمرنگ‌تری پیدا کرده‌اند یا اینکه به کلی بدون استفاده شده‌اند.
این اندام‌ها یا رفتارها بازمانده از دوران‌هایی از تکامل جانوران هستند.
از جمله اندام برجای‌مانده تقریباً بی‌استفاده می‌توان به لگن مار، دنبالچه، آپاندیس و پرده بکارت در انسان اشاره نمود. این زائدمانده‌ها اندام‌های در حال تحلیل رفتنی هستند که یا در دوران جنینی از بین می‌روند یا بعد از تولد به مرور از بین می‌روند یا با موجود باقی می‌مانند.

## شواهد فرگشت در انسان
- روده کور (سکوم): سکوم اجدادی یک دیورتیکول بزرگ و کور بود که در آن مواد گیاهی مانند سلولز برای آماده‌سازی برای جذب در روده بزرگ، تخمیر می‌شدند.
- استخوان دنبالچه (کوکسیکس): در نخستی‌ها، دم به حرکت از میان درختان و برقراری تعادل روی شاخه‌های بلند کمک می‌کند. اما در انسان تنها به عنوان نقطه اتصال برخی از عضلات لگن از جمله عضله بالابرنده مقعدی و عضله گلوتئوس ماکسیموس عمل می‌کند.
- چین نیمه هلالی چشم (Plica Semilunaris): باقی مانده پلک سوم است که در برخی دوزیستان و پرندگان به‌طور کامل وجود دارد.
- عضلات گوش: ماهیچه‌های متصل به گوش انسان به اندازه کافی رشد نمی‌کنند بنابراین نمی‌توانند مانند بسیاری از جانوران، امکان تکان دادن گوش را فراهم کنند.
- عضله پس سری - پیشانی (occipitofrontalis muscle): عملکرد اصلی این عضله نگهداشتن سر در برابر افتادن بود اما اکنون عملکرد اصلی خود را از دست داده و تنها به بیان حالت چهره کمک می‌کند.
- سیخ شدن موهای بدن (goose bumps): یک بازتاب (رفلکس) غیرارادی است که کارکرد آن در اجداد انسان این بود که موهای بدن را بلند کند و با بزرگتر نشان دادن جثه، شکارچیان را بترساند.
- دندان عقل: با تغییر رژیم غذایی انسان به سمت غذاهای نرم و پخته شده این دندان جونده تمایل به نهفتگی زیادی پیدا کرده است.